# Tiquisate
Tiquisate, o anche Pueblo Nuevo Tiquisate, è un comune del Guatemala facente parte del dipartimento di Escuintla.